# 천세권
천세권(1964년 11월 12일~)은 대한민국의 성우이다. 1991년 CBS에 입사했으며, CBS 17기, 기독교방송 성우극회 소속이다. 1999년에 안양시 관양동에서 네모반듯 두부나라라는 손두부 가게를 열어 영업 중이다. 2020년대엔 성우보다는 두부나라 주인장으로 더 유명한 편이다.

## 주요 출연작품

### 게임
- 사이킥 포스 2012 - 카를로 벨프론드
- 아트리아 대륙전기
- 임진록 영웅전쟁

### 피아노 연주곡 앨범
- Trinity Piano 1집 - 거룩하신 하나님 나레이션

### 방송
- CBS 창사 40주년 특집 기획 'CBS의 고난과 영광' - 해설

### 연극
- 한국성우협회 초대공연 - '메밀꽃 필무렵'